# 4 Kijowska Brygada Artylerii
4 Kijowska Brygada Artylerii – oddział artylerii Armii Ukraińskiej Republiki Ludowej.

## Formowanie i działania
Rozkazem dowódcy 4 Kijowskiej Dywizji Strzelców nr 166 z 19 lipca 1920 rozpoczęto formowanie brygady artylerii przeznaczonej dla 4 DS. Początkowo w swoim składzie posiadała jeden kureń artylerii. 23 lipca brygada artylerii Kijowskiej Dywizji Strzelców oficjalnie otrzymała numer porządkowy 4. 19 września rozpoczęto formowanie kolejnego kurenia, początkowo w składzie tylko jednej baterii.
W październiku Armia URL przeprowadziła mobilizację. W jej wyniku liczebność jej oddziałów znacznie wzrosła. W związku z podpisaniem przez Polskę układu o zawieszeniu broni na froncie przeciwbolszewickim, od 18 października  wojska ukraińskie zmuszone były prowadzić działania zbrojne samodzielnie.
Pod koniec listopada, w następstwie klęski wojsk ukraińskich na froncie bolszewickim, 4 Kijowska Brygada Artylerii przeszła na zachodni brzeg Zbrucza, gdzie została rozbrojona przez oddziały polskie i internowana. Polacy przejęli dwie 122 mm haubice polowe i dziewięć 3-calowych dział polowych.

## Struktura organizacyjna
Stan we wrześniu 1920
- dowództwo i sztab
- drużyna łączności
- 10 kureń artylerii
- 11 kureń artylerii

23 października 1920 brygada posiadała: 400 ludzi (31 oficerów, 294 szeregowych, 75 pracowników cywilnych); 280 koni (35 wierzchowych, 51 zaprzęgowych, 44 taborowe z wojska, 150 taborowych zmobilizowanych z gospodarstw); tabor - 7 wozów z wojska i 43 wozy zmobilizowane z gospodarstw, kuchnia polowa.
Z tego w stanie bojowym: 26 oficerów, 77 szabel, 42 żołnierzy obsługi karabinów maszynowych, 109 artylerzystów; 31 koni wierzchowych, 41 zaprzęgowych ciężkich, 110 taborowych i 12 zaprzęgowych lekkich. Na uzbrojeniu znajdowało się 21 karabinów, 5 rewolwerów, 10 szabel, 6 karabinów maszynowych Colta, 10 lekkich 3-calowych dział polowych (z czego 3 niesprawne).

## Żołnierze oddziału
| Dowództwo jednostki      |                        |       |
| Stopień, imię i nazwisko | Okres pełnienia służby | Uwagi |
| Dowódcy brygady          |                        |       |
| sot. Kostiantyn Witko    | 18 V – VI              |       |
| płk Arkadij Rusaniw      | VI – koniec wojny      |       |